# Nachtasyl (Gorki)

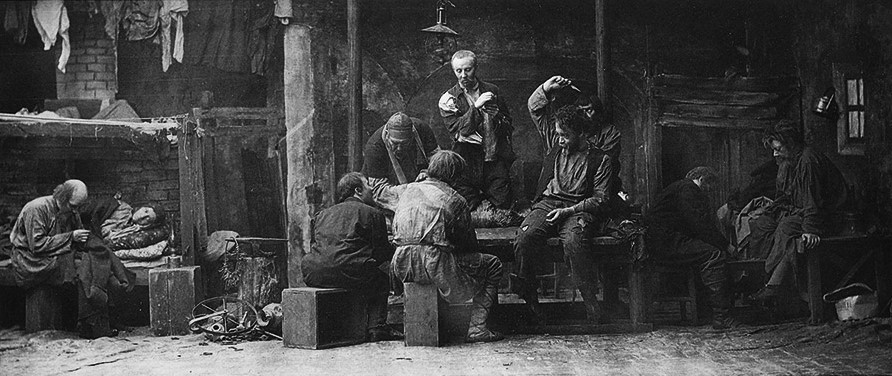
Spielszene von der Moskauer Uraufführung 1902, 2. Akt.

Nachtasyl – Szenen aus der Tiefe (russisch На дне / Na dne [wörtlich: ‚Am Boden‘]) ist das bekannteste und erfolgreichste Schauspiel Maxim Gorkis. Es wurde während des Winters 1901 geschrieben und 1902 im Moskauer Künstlertheater unter der Regie von Konstantin Stanislawski uraufgeführt. Die deutsche Erstaufführung erfolgte am 23. Januar 1903 im Berliner Deutschen Theater unter der Regie von Richard Vallentin.
Die deutsche Erstausgabe wurde im Jahr 1903 in der Druckerei Herrose & Ziemsen, Wittenberg, Lucas Cranach Str. 22 (dem heutigen Sitz der Stadtwerke Lutherstadt Wittenberg GmbH) gedruckt, in der autorisierten Übersetzung von August Scholz.
Maxim Gorki war selbst vor Ort, um den Druck zu überwachen und Korrektur zu lesen.

## Inhalt

### Übersicht

#### Ort und Zeit
Das Drama spielt in Russland um die Jahrhundertwende vom 19. zum 20. Jahrhundert. Das „Nachtasyl“ befindet sich in einer nicht näher bezeichneten Provinzstadt.

#### Überblick
Ort der Handlung der vier Akte des Dramas ist ein russisches Obdachlosenheim. Der 54-jährige Besitzer, Michail Iwanowitsch Kostylew, und seine erheblich jüngere Frau, die 26-jährige Wassilissa, vermieten einen schäbigen Kellerraum an gescheiterte Existenzen.

### Handlung

#### 1. Akt
Der erste Akt, es ist morgens, und die Bewohner sind gerade aufgestanden, beginnt mit einem Streit: Der Baron verspottet die Prostituierte Nastja, die in einem Liebesroman liest und von der großen Liebe träumt, Kleschtsch und Bubnow hänseln die verwitwete Kwaschnja, doch wieder zu heiraten. Kleschtschs Frau Anna, die dieser grausam verprügelt hatte, liegt im Sterben.
Die Protagonisten beginnen ihr Tagewerk. Der Baron und Kwaschnja gehen auf den Markt, um Pelmeni zu verkaufen, die anderen Bewohner streiten sich darüber, wer die Behausung fegen soll. Der Wirt Kostylew erscheint, auf der Suche nach seiner Frau Wassilissa, die allerdings eine Affaire mit Waska Pepel hat. Satin und der schwer alkoholkranke Schauspieler gehen, um sich außer Haus zu betrinken – währenddessen bringt die jüngere Schwester der Wirtin, Natascha, einen neuen Gast ins Nachtquartier, einen gutmütigen alten Pilger namens Luka. Dieser freundet sich gleich mit verschiedenen Bewohnern des Asyls an, gerät aber zugleich mit der bösartigen, herrischen Wassilissa aneinander, die zunächst den betrunkenen Aljoschka aus dem Haus geworfen und auch Bubnow gedroht hatte, ihn wegen seiner Schulden davonzujagen. Zur gleichen Zeit geht das Gerücht um, dass Pepel plant, seine Beziehung zu Wassilissa zu beenden, da er sich in deren Schwester Natascha verliebt habe.
Luka entschließt sich, das Zimmer zu fegen und kümmert sich liebevoll um Anna, die von den anderen Bewohnern völlig vergessen worden war. Gleichzeitig tritt der Polizist Medwedew auf, der Onkel von Wassilissa und Natascha – gerade zur rechten Zeit, denn der hilflose Kostylew stürzt hinzu und berichtet, dass Wassilissa Natascha brutal verprügelt.

#### 2. Akt
Der zweite Akt spielt am Abend desselben Tages. Die meisten Bewohner haben sich wieder im Nachtasyl eingefunden. Satin, der Baron, Schiefkropf und der Tatar spielen Karten, aber die Partie löst sich bald auf Grund gegenseitiger Betrügereien auf. Auch Medwedew ist anwesend und spielt mit Bubnow Dame. Der Schauspieler will Luka sein ehemaliges Lieblingsgedicht vortragen und ist entsetzt, dass er, durch den fortgesetzten Alkoholmissbrauch, selbst dieses vergessen hat. Luka tröstet den Schauspieler und macht ihm Hoffnung auf eine kostenlose, luxuriöse Entziehungsklinik. Der Schauspieler, ermutigt durch diesen Gedanken, nimmt sich vor, ein neues Leben anzufangen. Gleichzeitig verschlechtert sich Annas Zustand immer mehr. Sie fürchtet sich vor dem Tod und klagt Luka ihr Leid. Dieser weiß sie zu beruhigen, wird dafür aber sogleich von Pepel verspottet, der Lukas tröstende Worte als Lügen und Hirngespinste verhöhnt.
Es kommt zur Aussprache zwischen Pepel und Wassilissa. Pepel gesteht Wassilissa, dass er sie nicht mehr liebt. Wassilissa beschließt, Pepels Liebe zu Natascha zu ihrem Vorteil auszunutzen. Sie bietet ihm an, die Beziehung zu Natascha zu arrangieren und den beiden zusätzlich 300 Rubel zu verschaffen, damit sie das Nachtasyl verlassen können – als Gegenleistung soll Pepel Kostylew ermorden. Mitten in das Gespräch platzt Kostylew hinein, der die Untreue seiner Frau geahnt hatte, worauf es zu Handgreiflichkeiten mit Pepel kommt, die nur durch Luka unterbrochen werden, der durch lautes Räuspern zu verstehen gibt, dass er die ganze Szene unbemerkt mitgehört hatte. Luka erzählt Pepel, es wäre seine Absicht gewesen, ihn vor Unbedachtsamkeiten zu hüten und empfiehlt ihm, sich auf keinen Handel mit Wassilissa einzulassen, sondern stattdessen mit seiner Geliebten die Gegend zu verlassen. Er rät ihm, in Sibirien ein neues Leben anzufangen. Pepel dankt Luka für seinen Rat, auch wenn er die Uneigennützigkeit nicht begreifen kann, mit der Luka ihm zu helfen trachtet.
Kurz darauf stirbt Anna, was von den meisten Anwesenden gelassen aufgenommen wird. Nur Natascha und Luka geht ihr Tod zu Herzen, während der Rest den momentanen Verbleib der Leiche, sowie das anstehende Begräbnis und die damit verbundenen finanziellen Probleme diskutiert.

#### 3. Akt

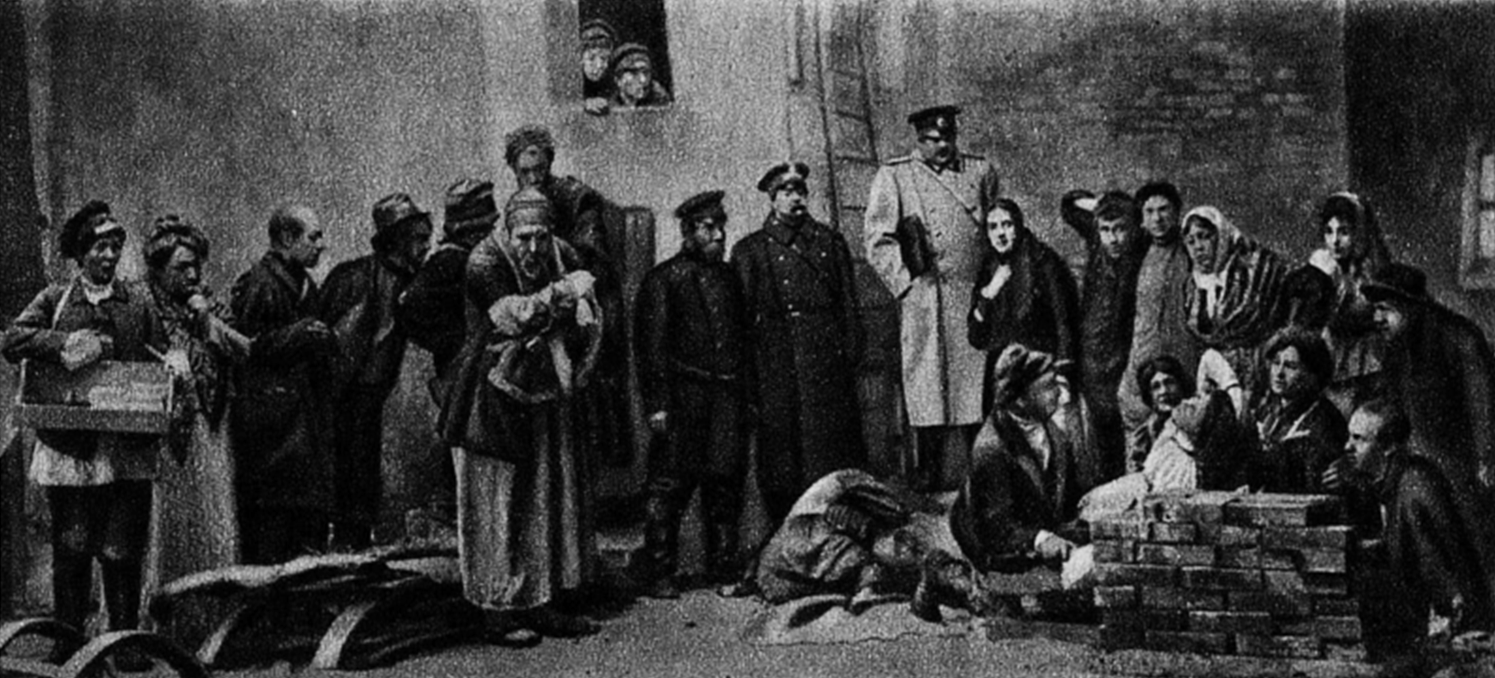
Schlussszene 3. Akt bei der Moskauer Uraufführung 1902.

Der dritte Akt spielt, anders als die beiden ersten, nicht im Inneren des Quartiers, sondern in einem an dieses angrenzenden schmutzigen Hof voller Unrat. Nastja erzählt eine Liebesgeschichte, die sie erlebt haben will, die aber vermutlich eher einem ihrer Liebesromane entsprungen ist. Bubnow und der Baron verspotten Nastja, doch Natascha und Luka haben Verständnis für sie und bitten sie, die Erzählung fortzusetzen.
Es kommt zum Streit über den Stellenwert der Wahrheit. Bubnow steht auf dem Standpunkt, dass es keinen Grund gäbe zu lügen, weder aus Einfältigkeit und Sehnsucht wie Nastja, noch aus Gutmütigkeit und Menschenfreundlichkeit wie Luka. Es sei stets angebracht, die Wahrheit zu sagen. Demgegenüber führt Luka die Geschichte eines Menschen an, dessen Lebenshoffnung „das Land der Gerechten“ gewesen war und der die Enthüllung eines Gelehrten, es gäbe dieses Land nicht, nicht ertragen konnte und Selbstmord beging. Darum, so Luka, müsse man dem Menschen seine eigene Wahrheit zugestehen und ihm etwas lassen, woran er glauben will.
Pepel macht Natascha den Vorschlag, mit ihm zusammen nach Sibirien zu gehen, um ein neues Leben aufzubauen, welchen sie nach einigem Zögern auch annimmt. Dabei werden sie aber von Wassilissa und Kostylew belauscht, die Pepel verhöhnen und Luka aus dem Haus weisen; dieser hatte allerdings schon vorher beschlossen, nach Kleinrussland zu gehen.
Das anschließende Gespräch zwischen Luka, Satin, Bubnow, dem Schauspieler und Kleschtsch wird durch Geschrei unterbrochen. Kostylew und Wassilissa misshandeln gemeinsam Natascha. Der Schauspieler holt Pepel, welcher seine Geliebte verteidigen will. Während es gelingt, die rasende Wassilissa von ihrer Schwester loszureißen, prügelt Pepel auf Kostylew ein, der unglücklich stürzt und dabei zu Tode kommt.
Wassilissa triumphiert – ihr Mann ist tot und der jetzt gehasste Pepel ist der Mörder; höhnisch drängt sie darauf, den Täter zu verhaften. Wassilissas Triumph lässt Natascha an Pepel zweifeln; in ihrem Schmerz glaubt sie an eine Verschwörung von Wassilissa und Pepel, mit dem Ziel Kostylew zu ermorden, für die sie nur ein Mittel zum Zweck gewesen sei.

#### 4. Akt
Die Szenerie des vierten Aktes gleicht der der ersten beiden. Kleschtsch, der die meisten seiner Werkzeuge für Annas Begräbnis versetzen musste, repariert Aljoschkas Harmonika, während Satin, Nastja und der Baron sich betrinken. Die verbliebenen Bewohner trauern dem freundlichen Luka nach. Von Nastja erfahren die Anwesenden, dass Natascha nach ihrer Entlassung aus dem Krankenhaus spurlos verschwunden ist. Pepel und Wassilissa sind in Untersuchungshaft. Der Baron erzählt aus der ruhmreichen Vergangenheit seiner Familie, wird aber von Nastja ausgelacht, die sich für die zahlreichen Kränkungen revanchieren will, die sie beim Erzählen ihrer eigenen Geschichten erdulden musste. Darüber kommt es zum Streit, der Baron droht tätlich zu werden, und wutentbrannt flieht Nastja.
Der Tatar kommt als Muslim seiner Gebetspflicht nach, und der Schauspieler bittet ihn, für ihn zu beten. Zu gleicher Zeit stoßen Bubnow und Medwedew mit neuem Branntwein zu den übrigen. Zu Aljoschkas Harmonikabegleitung stimmen Bubnow und Schiefkropf ein Lied an, um sogleich vom Baron unterbrochen zu werden, der der Gruppe mitteilt, dass der Schauspieler sich erhängt hat.

## Interpretation

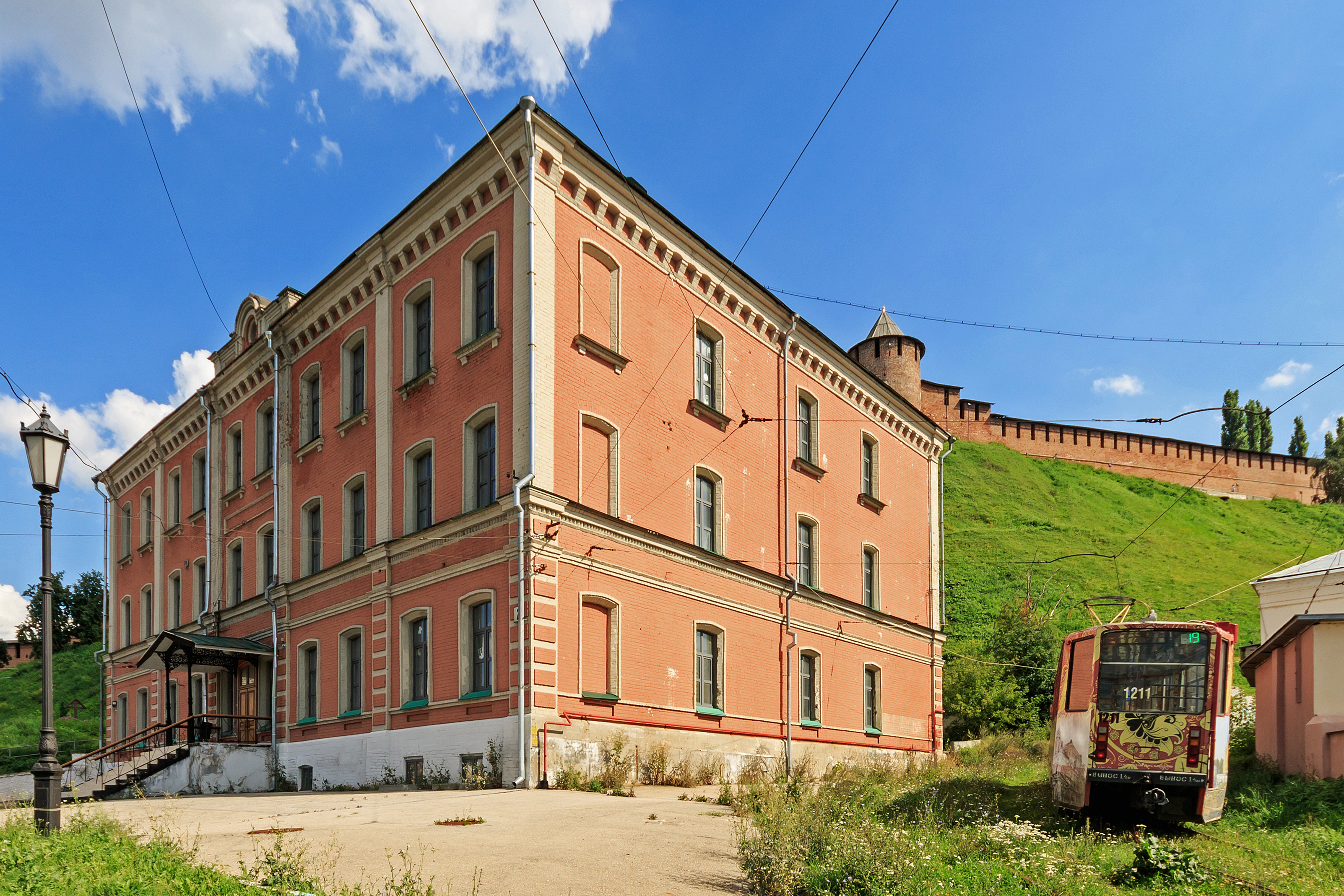
Das Gebäude der ehemaligen Bugrow-Obdachlosenanstalt in Nischni Nowgorod, die als Prototyp des „Nachtasyls“ diente

Die szenische Handlung ist zutiefst pessimistisch. Die schwere und düstere Stimmung blieb auch Anton Tschechow nicht verborgen, der in einem Brief an Gorki schrieb, dieser würde sich wohl von der Reputation eines Optimisten verabschieden müssen. Im Gegensatz zu anderen Werken Gorkis lässt Nachtasyl jede Form eines Mobilisierungseffektes vermissen. Hoffnungslosigkeit und Elend ersticken das Aufbegehren der Protagonisten. Einigen Protagonisten, dem Baron und dem Schauspieler, sind Träume von einem, eingebildeten oder wirklichen, früheren Leben geblieben, die auch noch im Nachtasyl persönlichkeitsbestimmend wirken, so sehr, dass sie statt Namen nur ihre Rollenbezeichnung aus diesem Leben tragen.
Die Protagonisten halten sich mit niederen Tätigkeiten über Wasser, wie die Lastträger Schiefkropf und der Tatar, oder auch der Schlosser Kleschtsch, der aber schließlich sein Werkzeug verkaufen muss, treiben sich im kriminellen oder halbkriminellen Milieu herum, wie der Dieb Waska Pepel oder die Prostituierte Nastja, oder gehen gar keiner erkennbaren Tätigkeit nach, wie beispielsweise Satin oder der Schauspieler. Die Sinnlosigkeit der Tage, das allgemeine Elend und der daraus resultierende Zwang zur Rücksichtslosigkeit, verhindern die Entwicklung jeder Form von Zusammengehörigkeitsgefühl.
Die Protagonisten bilden, obwohl sie auf engstem Raum zusammenleben, keine Gemeinschaft – selbst eine Hierarchie entsteht nicht: „Es gibt hier keine Herren… Nur der nackte Mensch ist geblieben“ lässt Gorki Bubnow sagen; Gewalttätigkeit, Alkoholismus und Streiterei zeichnet das Zusammenleben aus. Die positivste Figur des Dramas, der freundliche Pilger Luka, bleibt den Zurückgebliebenen zwar in guter Erinnerung, hat aber faktisch nichts erreicht und ist möglicherweise sogar für den Selbstmord des Schauspielers im vierten Akt mitverantwortlich. Luka ist kein Revolutionär, seine Botschaft ist kein Aufruf zum Widerstand gegen die niederdrückenden Verhältnisse. Bestimmend für Lukas Charakter, der in ersten Aufführungen an die Erscheinung Lew Tolstojs angeglichen wurde, ist das Mitleid, das er für die Menschen empfindet. Gorkis ambivalente Haltung zum Christentum sorgte dafür, dass er sich in den 1930er Jahren vom Nachtasyl distanzierte, weil er glaubte, die kritischen Aspekte an Lukas Tröstertum nicht scharf genug herausgearbeitet zu haben.

## Verfilmungen
Das Theaterstück Nachtasyl wurde mehrfach verfilmt:
- Jean Renoir (frz. 1936), s. Nachtasyl (1936)
- Chetan Anand, Neecha Nagar (1946, ausgezeichnet mit dem Grand Prix der Filmfestspiele von Cannes)
- Akira Kurosawa, s. Nachtasyl (1957)
- Hardi Sturm Deutschland 2005 mit Hans Peter Hallwachs und Esther Schweins

## Hörspielbearbeitungen (Auswahl)
- 1928: Nachtasyl – Produktion: NORAG, Regie: Hermann Beyer, Erstausstrahlung: 3. Januar 1928, Livesendung ohne Aufzeichnung
  - Sprecher u. a.: Eugen Möbius (Kostylew), Käthe Wittenberg (Wassilissa), Edith Scholz (Natascha), Elisa Körner-Hoffmann (Anna), Carl Blankenstein (Bubnow), Karl Pündter (ein Schauspieler), Gustaf Gründgens (ein Baron) und Ernst Pündter (Luka)